# Chadsia salicina
Chadsia salicina är en ärtväxtart som beskrevs av Henri Ernest Baillon. Chadsia salicina ingår i släktet Chadsia och familjen ärtväxter. Inga underarter finns listade i Catalogue of Life.